# Autoroute FM
Autoroute FM est une ancienne radio privée française, appartenant à Cofiroute (VINCI Autoroutes), ayant la particularité de n'être émise que le long des autoroutes et sur une seule fréquence (107,7 MHz FM), grâce à l'emploi d'un réseau isofréquence synchrone. Elle est la première à émettre sur un réseau autoroutier, dès 1988. Elle est alors diffusée depuis des studios se trouvant à Vélizy-Villacoublay. Elle est remplacée le 8 avril 2011 à 17h par Radio Vinci Autoroutes.

## Équipes de la station
La station de radio compte 14 journalistes en juillet 2017.

## Programmes
La grille d'antenne est régie par la priorité à l'info trafic, à raison d'un point détaillé par quart d'heure, et à tout moment -grâce à un système de sectorisation de la diffusion d'information — dès qu'un accident, un ralentissement, un animal errant ou un morceau de pneu, etc. — est signalé sur les voies de circulation et qu'il y a un risque de perturbation du trafic. Un flash info, un point « prévisions météo » et un point travaux, réalisés par les journalistes de la station sont également diffusés une fois par heure.
Autoroute FM est une radio de services mais aussi une radio d'accompagnement, d'où une programmation musicale variée orientée pop/rock/chansons françaises, à la manière de RTL2 et MFM. La rédaction produit des chroniques et des reportages d'actualité sur l'univers de la route diffusés deux fois par heure.
Le matin de 5h à 10h était diffusée une matinale en direct, avec des flashs infos toutes les demi-heures et de la musique classique/pop alors que les soirs de week-end de 18h à minuit était diffusée une émission construite sur le même principe que la matinale.

## Zone d'émission
Autoroute FM couvrait le Grand Ouest Français, soit environ 1 100 km d'autoroutes concédées.
Autoroutes Cofiroute couvertes : 
1. A10 (dans la partie concédée Paris - Poitiers.  Le reste du parcours étant concédé à ASF),
2. A11 (dans sa totalité),
3. A28 (dans sa totalité en partie concédée. Le réseau France Bleu pour le reste du parcours, non concédé),
4. A71 (dans la partie concédée entre Orléans et Bourges. Le reste du parcours étant concédé à APRR),
5. A81 (dans sa totalité),
6. A85 (dans sa totalité),
7. A19 (dans sa totalité).
8. Duplex A86

## Studios
Ils se situent rue Troyon  à Sèvres au siège social de la Compagnie Financière et Industrielle des Autoroutes. De 2013 à 2021 les studios étaient à Rueil-Malmaison. La radio diffuse les informations de trafic qu'elle reçoit du Poste Central d'Information de Cofiroute situé à Ponthévrard (barrière de péage de Saint-Arnoult-en-Yvelines).
Depuis 2021 Les studios sont à Nanterre